# Fernanda Contri
Fernanda Contri (Ivrea, 21 agosto 1935) è un'avvocata e politica italiana.
È stata membro del Consiglio Superiore della Magistratura di nomina parlamentare, Ministro per gli affari sociali nel governo Ciampi e prima donna a diventare giudice della Corte costituzionale della Repubblica italiana nel 1996 grazie alla nomina del Presidente della Repubblica Oscar Luigi Scalfaro.

## Biografia
Trasferitasi a Genova con la famiglia, in gioventù (incoraggiata dal padre e osteggiata dalla madre) fu appassionata e praticante di calcio, pallavolo, nuoto, e divenne campionessa provinciale di getto del peso.
Diplomata al Liceo - Ginnasio Andrea D'Oria, nonostante la passione per le lettere classiche si iscrisse a Giurisprudenza pensando a uno zio avvocato. Lentamente si appassionò alla materia, e si laureò nel 1961. Rinunciò a partecipare al concorso per entrare in magistratura nel 1962 (primo concorso in assoluto aperto alle donne), ma lavorò invece come avvocato, occupandosi di diritto di famiglia. Si sposò con Giorgio Bruzzone, ex partigiano il cui padre Dante, un avvocato socialista genovese, ai tempi della seconda guerra mondiale aiutò molti ebrei a Genova e fu assolto per insufficienza di prove dall'accusa di aver ascoltato Radio Londra.
Fu membro del sindacato degli avvocati. Nel 1983, in occasione di un convegno nel capoluogo ligure, ebbe modo di conoscere Giovanni Falcone, magistrato antimafia a Palermo ucciso nel 1992, di cui fu poi grande amica consigliandolo anche di non lasciare la moglie Francesca Morvillo nonostante il timore per le possibili ritorsioni della mafia.
Nel 1986, a seguito di una votazione del Parlamento in seduta comune, fu eletta nel Consiglio Superiore della Magistratura presiedendo la sezione disciplinare. Si occupò anche di politica: ricoprì la carica di segretaria generale della presidenza del Consiglio dei ministri durante il primo governo Amato (prima donna in tale incarico) e fu Ministro per gli affari sociali durante il governo Ciampi.
Nell'esercizio di quest'ultimo incarico si occupò dei problemi legati all'immigrazione e degli aiuti per la Jugoslavia, colpita dalla guerra.

### Nomina alla Corte Costituzionale
Il 4 novembre 1996 venne nominata giudice costituzionale dal Presidente della Repubblica Oscar Luigi Scalfaro, anche se in possibile difetto rispetto ai requisiti di massima stabiliti dalla Costituzione Italiana: l'esercizio dell'avvocatura per almeno 20 anni, non essendo Fernanda Contri una docente universitaria in materie giuridiche. Nel suo caso non era possibile raggiungere il numero di 20 anni anche computando i 4 anni spesi come membro del Consiglio Superiore della Magistratura. Il presidente della Corte Costituzionale Cesare Mirabelli cercò di risolvere la situazione argomentando che nei 20 anni di esercizio dell'avvocatura richiesti dalla Costituzione si dovessero computare anche gli anni di pratica legale. Questa interpretazione non gode di alcun credito presso la dottrina, e venne giudicata un bizzarro tentativo di sanare la nomina di Fernanda Contri.
Né la Costituzione né la Legge istitutiva della Corte costituzionale hanno invero previsto un preciso meccanismo di verifica dei titoli legali dei giudici costituzionali: veniva dato per scontato dal legislatore che la scelta sarebbe caduta su giuristi di chiara fama e dai titoli accademici e professionali solidi (tra i quali si può, peraltro, annoverare senz'altro Fernanda Contri, a prescindere dai requisiti meramente formali) considerata anche l'importanza degli organi deputati alla nomina dei giudici (Parlamento in seduta comune, Presidente della Repubblica, supreme Magistrature ordinaria e amministrativa). Nel caso della nomina di Fernanda Contri l'unica possibilità di sanare la situazione dal punto di vista formale sarebbe stata la rinuncia all'incarico da parte dell'interessata, il che non avvenne.
Il 14 dicembre 2004 ha presieduto per la prima volta la Corte costituzionale.
Il 14 febbraio 2005, essendo la giudice più anziana di nomina e di età, ha presieduto un'udienza pubblica della Corte costituzionale (prima donna in Italia). 
È cessata dalla carica il 6 novembre 2005.
Nel 2010 ha reso delle dichiarazioni al pubblico ministero di Caltanissetta sui colloqui avuti col generale dell'Arma Mario Mori, imputato di favoreggiamento aggravato alla mafia.

### Sviluppi recenti

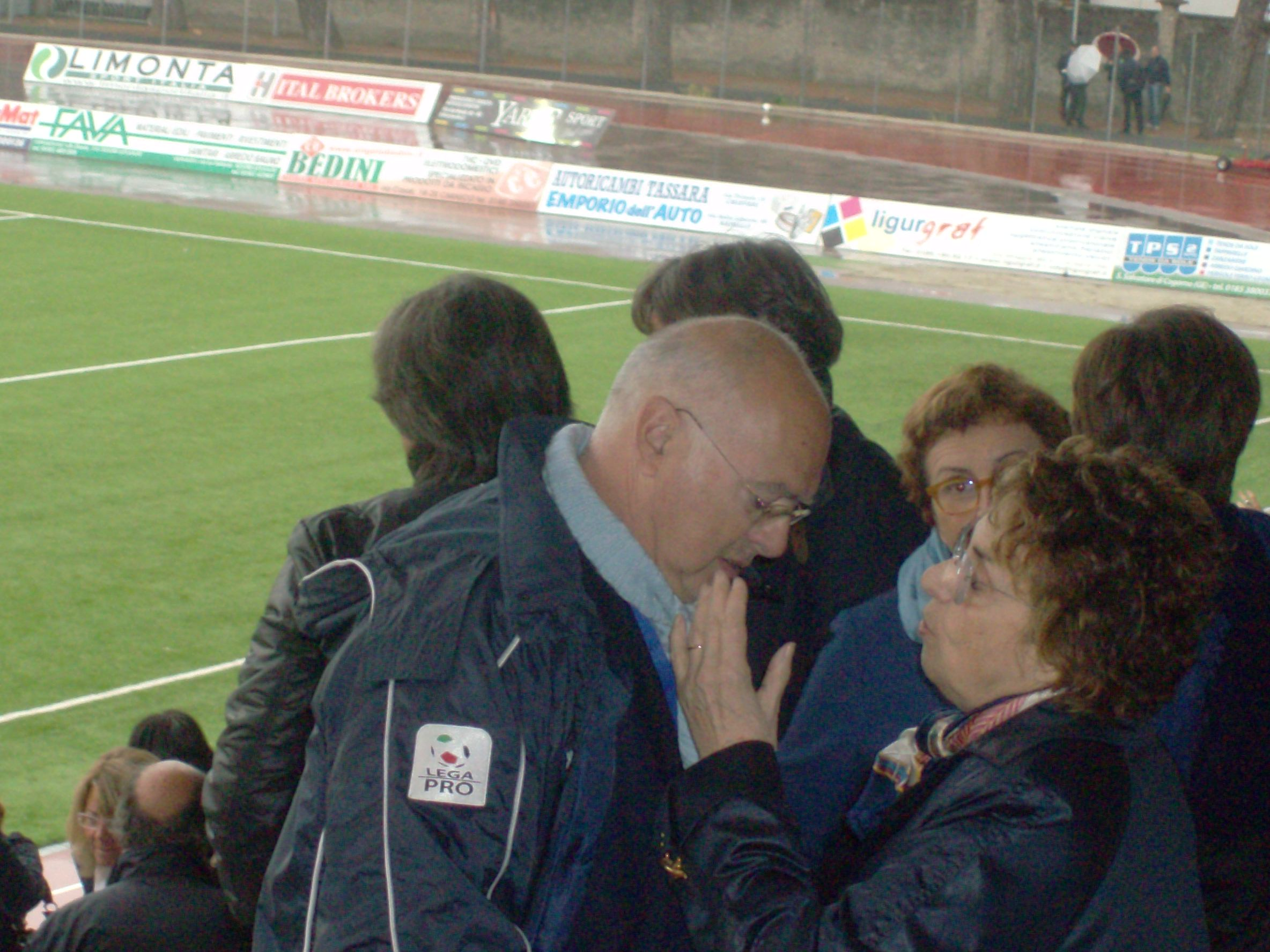
Fernanda Contri con Antonio Gozzi, presidente dell'Entella Calcio

Dal 2004 vive nella città di Chiavari dove per le elezioni comunali del 2012 ha appoggiato il candidato di centro-sinistra Giorgio Getto Viarengo. È inoltre tifosa della squadra di calcio locale dell'Entella. La squadra è di proprietà dell'amico imprenditore Antonio Gozzi, ex collega di suo marito nel vecchio PSI e azionista con la sua Duferco di Italbrokers, società di brokeraggio genovese di cui lei è presidente onorario dal 2006. A Gozzi mostra totale solidarietà nel marzo 2015 quando viene arrestato in Belgio per un caso di presunta corruzione e rilasciato dopo due giorni.
Nel 2007 aderisce al Partito Democratico (PD), con cui si candida nel collegio ligure del Tigullio per le elezioni primarie del partito di quell'anno.
Nel 2013 viene fatto il suo nome per la carica di Presidente della Repubblica Italiana e in Parlamento ottiene anche qualche voto.
A gennaio 2015 è presidente della commissione di garanzia del PD in Liguria per verificare le presunte irregolarità delle primarie di partito dell'11 gennaio in vista delle Elezioni Regionali con la vittoria di Raffaella Paita su Sergio Cofferati.
Nel 2016 firma l'appello de Il Fatto Quotidiano a sostegno delle ragioni per il "No" per il referendum costituzionale sulla riforma Renzi-Boschi.